# كلايف ويدن
كلايف ويدن (بالإنجليزية: Clive Weeden)‏ مواليد 11 نوفمبر 1987 في ماساتشوستس، هو لاعب كرة سلة أمريكي. بدأ مسيرته الاحترافية في سنة 2011. يحمل الرقم 42. يبلغ طوله 6 قدم 9 بوصة (2.1 م). لعب مع نادي ستروميكا لكرة السلة. لعب كرة السلة الجامعية في كلية دارتموث.